# Ion Draica
Ion Draica (* 5. ledna 1958 Constanța, Rumunsko) je bývalý rumunský reprezentant v zápase.
V roce 1984 vybojoval na olympijských hrách v Los Angeles zlatou medaili v zápase řecko-římském v kategorii do 82 kg. Startoval již o čtyři roky dříve na hrách v Moskvě kde ve stejné kategorii vypadl již ve druhém kole. V roce 1978 zvítězil a v roce 1977 a 1982 vybojoval druhé místo na mistrovství světa. V letech 1977 až 1979 třikrát vybojoval titul mistra Evropy, v roce 1983 vybojoval stříbro a v roce 1982 bronz.